# Спасо-Преображенский собор (Кривой Рог)
Спасо-Преображенский собор — кафедральный собор Криворожской и Никопольской епархии Украинской православной церкви в Кривом Роге.

## История
В 1989 году прихожане Спасо-Вознесенского храма обратились к председателю горисполкома Григорию Гутовскому с просьбой предоставить место под строительство нового храма, поскольку старый не вмещал всех прихожан. Руководством города было предоставлено три места под будущий собор. В итоге, остановились на площади 30-летия Победы.
Строительство собора началось в 1989 году, по благословению правящего архиепископа Варлаама. 5 апреля 1990 года состоялось освящение места под храм. В 1990 году состоялась первая литургия в нижнем храме строящегося собора.
15 июля 2003 года митрополит Киевский и всея Украины Владимир совершил освящение собора. 
В 2005 году при соборе начато строительство колокольни.

## Характеристика
Собор крестокупольный с 9 куполами в честь 9 ангельских чинов. Построен из железобетона в стиле украинского барокко. Высота собора 43 метра. Храм состоит из двух этажей: на первом совершаются богослужения, на втором — три алтаря: Преображение Господне, чудотворной Турковицкой иконы Божьей Матери, епископа криворожского Порфирия, из которых последние два работы криворожского художника-иконописца Сергея Юрченко. 
В соборе находятся иконы с частицами мощей святых, среди них — иконы Спаса мученицы Варвары, Николая Чудотворца, Георгия Победоносца, блаженной Матроны Московской. Икона Иоанна Воина считается чудотворной.
На территории собора построена четырёхэтажная Великая колокольня, высотой 48 метров, с 22 колоколами. Сама колокольня занимает четвёртый этаж, на остальных находится хоровая комната, общественная библиотека, молодёжное братство. Самый большой колокол весит 1,4 тонны. Колокола отлиты на литейном заводе в Нововолынске из меди и сплавов цветных металлов, каждый из них имеет свою определённую ноту.
На территории собора установлен памятный каменный крест в честь 1020-летия крещения Руси и административный корпус.